# Somatochlora borisi
Somatochlora borisi (tên tiếng Anh: Bulgarian Emerald) là một loài chuồn chuồn ngô thuộc họ Corduliidae. Nó được tìm thấy ở Bulgaria, Hy Lạp, và Thổ Nhĩ Kỳ. Môi trường sống tự nhiên của nó là các con sông. Nó bị đe dọa do mất môi trường sống.